# Google Fonts
Google Fonts (dříve „Google Web Fonts“) je knihovna čítající 1052 bezplatných, licencovaných počítačových písem (fontů). Má podobu interaktivního webového adresáře k procházení knihovny a využívá rozhraní API pro pohodlné používání písem v CSS a v prostředí Android.

## Detaily
Adresář byl spuštěn v roce 2010 a přepracován v roce 2011 a 2016. Většina písem je vydána pod licencí SIL Open Font License 1.1, zatímco některá jsou vydána pod Apache License; v obou případech jde o tzv. libre licence, tedy o svobodný software.
Knihovnu fontů distribuují také služby Monotype SkyFonts a Adobe Edge Web Fonts a Typekit.
Účelem adresáře Google Fonts je umožnit vyhledávání a zkoumání fontů. Služba je hojně využívána: za dobu jejího fungování si uživatelé stáhli více než 17 bilionů písem, což znamená, že v průměru byl každý ze sady 960 fontů stažen více než 19miliardkrát a že každá osoba na Zemi průměrně stáhla každé písmo nejméně dvakrát nebo třikrát. Mezi oblíbená písma patří Open Sans, Roboto, Lato, Slabo, Oswald a Lobster.
Knihovna je spravována prostřednictvím úložiště GitHub Google Fonts na adrese github.com/google/fonts, kde lze všechny soubory písem získat přímo. Zdrojové soubory pro mnoho písem jsou k dispozici v repozitářích git v rámci organizace GitHub spolu s bezplatnými (libre) nástroji používanými komunitou Google Fonts.
V roce 2018 dostali webmasteři v Německu varovné dopisy od právníků, kteří tvrdili, že načítání písem z knihovny Google Fonts přímo ze serverů Google není v souladu s Obecným nařízením o ochraně údajů (GDPR).
9. května 2019 společnost Google oznámila, že začnou podporovat tzv. font-display pro CSS.